# Riot Live (EP)
Riot Live è un EP dal vivo del gruppo musicale statunitense Riot.

## Il disco
Pubblicato nel 1982, che vede il nuovo cantante Rhett Forrester (1956 - 1994) subentrato, già dal precedente disco Restless Breed, al cantante originale Guy Speranza.
Originariamente uscito in vinile, non è mai stato pubblicato in CD se non come materiale aggiuntivo nelle ristampe di Restless Breed.

## Tracce
1. Hard Lovin' Man – 3:09
2. Showdown – 4:30
3. Loved by You – 8:02
4. Loanshark – 5:27
5. Restless Breed – 5:11
6. Swords and Tequila – 3:57

## Formazione
- Rhett Forrester - voce
- Mark Reale - chitarra
- Rick Ventura - chitarra
- Kip Leming - basso
- Sandy Slavin - batteria